# China Resources Power
China Resources Power Holdings Company Limited (HKSE : 836), ou China Resources Power, a été fondée et enregistrée à Hong Kong en 2001. C’est une filiale de China Resources Holdings, un conglomérat présent en République populaire de Chine et à Hong Kong. Son activité est centrée sur l’investissement, le développement et la gestion de centrales à charbon dans les régions de Pékin, Hebei, Henan, Liaoning, Shandong, Jiangsu, Anhui, Zhejiang, Hubei, Hunan, Guangdong et Yunnan,.
L'action China Resources Power a été ajoutée à l’indice boursier Hang Seng Index le 8 juin 2009 en remplacement de Yue Yuen Industrial.